# Jagoda
Jagodë en albanais et Jagoda en serbe latin (en serbe cyrillique : Јагода) est une localité du Kosovo située dans la commune/municipalité de Klinë/Klina et dans le district de Pejë/Peć. Selon le recensement kosovar de 2011, elle compte 197 habitants, tous albanais.

## Démographie

### Évolution historique de la population dans la localité
| 1948 | 1953 | 1961 | 1971 | 1981 | 1991 | 2011 |
| ---- | ---- | ---- | ---- | ---- | ---- | ---- |
| 192  | 417  | 587  | 590  | 688  | 767  | 197  |

|  |